# Acacia cernua
Acacia cernua är en ärtväxtart som beskrevs av Mats Thulin och A.S.Hassan. Acacia cernua ingår i släktet akacior, och familjen ärtväxter. Inga underarter finns listade i Catalogue of Life.